# Palonegro International Airport
Palonegro International Airport är en flygplats i Colombia. Den ligger i den centrala delen av landet, 300 km norr om huvudstaden Bogotá. Palonegro International Airport ligger 1 187 meter över havet.
Terrängen runt Palonegro International Airport är huvudsakligen kuperad, men åt sydväst är den platt. Palonegro International Airport ligger uppe på en höjd. Runt Palonegro International Airport är det mycket tätbefolkat, med 2 345 invånare per kvadratkilometer. Närmaste större samhälle är Bucaramanga, 7,2 km öster om Palonegro International Airport. Omgivningarna runt Palonegro International Airport är en mosaik av jordbruksmark och naturlig växtlighet.